# Satpayev
Satpayev (kazajo: Сәтпаев; ruso: Сатпаев, hasta 1990: Nikolsk) es una ciudad situada en la provincia de Ulytau, Kazajistán. Su población, al 2006, era de 70 400 habitantes. Debe su nombre a Kanysh Satbayev, uno de los fundadores de la metalogenia soviética, principal defensor y primer presidente de la Academia de las Ciencias de Kazajistán.
- Datos: Q1020484
- Multimedia: Satpaev city / Q1020484